# NCAA Division I 2017 (pallavolo maschile)
La NCAA Division I 2017 si è svolta dal 2 al 6 maggio 2017: al torneo hanno partecipato 6 squadre di pallavolo universitarie e la vittoria finale è andata per la terza volta, la seconda consecutiva, alla Ohio State.

## Squadre partecipanti
| Club           | Stagione | Città             | Conference           | Qualificazione         |
| -------------- | -------- | ----------------- | -------------------- | ---------------------- |
| Barton         | dettagli | Wilson, NC        | Conference Carolinas | Campione di conference |
| Brigham Young  | dettagli | Provo, UT         | MPSF                 | Ranking                |
| CSU Long Beach | dettagli | Long Beach, CA    | MPSF                 | Campione di conference |
| Hawaii         | dettagli | Honolulu, HI      | MPSF                 | Ranking                |
| Ohio State     | dettagli | Columbus, OH      | MIVA                 | Campione di conference |
| Penn State     | dettagli | State College, PA | EIVA                 | Campione di conference |

## Final Six
|  | Quarti di finale | Quarti di finale | Quarti di finale |               |                | Semifinali | Semifinali | Semifinali |  |  | Finale | Finale     | Finale |
|  |                  |                  |                  |               |                |            |            |            |  |  |        |            |        |
|  | 1                | Ohio State       |                  |               |                |            |            |            |  |  |        |            |        |
|  | 8                | Bye              |                  |               |                |            |            |            |  |  |        |            |        |
|  | 8                | Bye              |                  | 1             | Ohio State     | 3          |            |            |  |  |        |            |        |
|  |                  |                  |                  | 1             | Ohio State     | 3          |            |            |  |  |        |            |        |
|  |                  | 4                | Hawaii           | 0             |                |            |            |            |  |  |        |            |        |
|  | 4                | 4                | Hawaii           | 0             | Hawaii         | 3          |            |            |  |  |        |            |        |
|  | 4                |                  |                  |               | Hawaii         | 3          |            |            |  |  |        |            |        |
|  | 5                | Penn State       | 2                |               |                |            |            |            |  |  |        |            |        |
|  |                  |                  |                  |               |                |            |            |            |  |  | 1      | Ohio State | 3      |
|  |                  |                  | 3                | Brigham Young | 0              |            |            |            |  |  |        |            |        |
|  | 2                | CSU Long Beach   |                  |               |                |            |            |            |  |  |        |            |        |
|  | 7                | Bye              |                  |               |                |            |            |            |  |  |        |            |        |
|  | 7                | Bye              |                  | 2             | CSU Long Beach | 0          |            |            |  |  |        |            |        |
|  |                  |                  |                  | 2             | CSU Long Beach | 0          |            |            |  |  |        |            |        |
|  |                  | 3                | Brigham Young    | 3             |                |            |            |            |  |  |        |            |        |
|  | 3                | 3                | Brigham Young    | 3             | Brigham Young  | 3          |            |            |  |  |        |            |        |
|  | 3                |                  |                  |               | Brigham Young  | 3          |            |            |  |  |        |            |        |
|  | 6                | Barton           | 1                |               |                |            |            |            |  |  |        |            |        |

### Quarti di finale
| 2 maggio 2017 St. John Arena, Columbus | Hawaii        | 3 - 2 | Penn State | 23-25, 27-25, 17-25, 25-14, 15-4 |
| 2 maggio 2017 St. John Arena, Columbus | Brigham Young | 0 - 3 | Barton     | 25-19, 25-11, 25-15              |

### Semifinali
| 4 maggio 2017 St. John Arena, Columbus | Ohio State     | 3 - 0 | Hawaii        | 25-23, 25-18, 25-19 |
| 4 maggio 2017 St. John Arena, Columbus | CSU Long Beach | 0 - 3 | Brigham Young | 20-25, 18-25, 23-25 |

### Finale
| 6 maggio 2017 St. John Arena, Columbus | Ohio State | 3 - 0 | Brigham Young | 25-19, 25-20, 25-22 |

## Premi individuali
| Premio              | Giocatore         | Squadra       |
| ------------------- | ----------------- | ------------- |
| MVP                 | Nicolas Szerszeń  | Ohio State    |
| All-Tournament Team | Christian Blough  | Ohio State    |
| All-Tournament Team | Driss Guessous    | Ohio State    |
| All-Tournament Team | Maxime Hervoir    | Ohio State    |
| All-Tournament Team | Blake Leeson      | Ohio State    |
| All-Tournament Team | Brenden Sander    | Brigham Young |
| All-Tournament Team | Stijn van Tilburg | Hawaii        |